# 茶入
茶入（ちゃいれ）とは、広義には抹茶を入れるのに用いる茶器全体を指し、狭義には棗に代表される木製茶器（薄茶器参照）に対する陶磁器製の茶器を指す。濃茶（こいちゃ）用は濃茶入、薄茶用は薄茶器または薄器などと略称される。棗は薄器の代表的なもの。また濃茶入は陶器、薄茶器は漆器が原則とされる。
古くは茶壺を「大壺」と呼んだことに対して「小壺」と呼ばれ、また「葉茶壺」（はちゃつぼ）に対して抹茶を入れる容器として「擂茶壺」（すりちゃつぼ）とも呼ばれた。現在では濃茶を入れる容器として特に「濃茶器」（こいちゃき）とも呼ばれる。

## 概要
蓋には象牙が用いられ、蓋の裏は金箔張りが施されていることが多い。
陶器としては「なんの変哲もない褐釉小壺」に過ぎず、これらの微妙な個性に美しさを見出す点は茶の湯文化の際立った特異性となっている。

## 主な種類
唐物茶入（からものちゃいれ）
中国産の茶入であり、室町時代以前にもたらされたものが尊ばれている（唐物参照）。
国焼茶入（くにやきちゃいれ）
日本で作られた茶入を指す。日本の茶入は、最大の窯業地である瀬戸で制作が始まった。瀬戸以外の窯で制作したものは国焼茶入という。当初は瀬戸焼を中心にして唐物を模倣して作られていたが（特に「古瀬戸」（ふるせとあるいはこせと）と呼ぶ）、江戸時代になると小堀政一（遠州）などの指導で日本独自の形式が生み出されるようになった。

大海（たいかい）
横広の茶入であり、古様な茶入とされる。小さいものは「内海」（ないかい）と呼ばれる。
茄子（なすび）
上にすぼまる形の小型の茶入。本来は肩衝よりも格式が上であり、古くは必ず漆塗りの盆に乗せて用いることを倣いとした。微妙な形の相違によって、「文琳」（ぶんりん）や「尻膨」（しりふくら）などと区別される。歴史上特に有名なものを天下三茄子と称することがある。
肩衝（かたつき）
上方部（肩）が横に張り出した茶入で、茄子などに較べて力強い印象を与える。現在生産される茶入の多くはこの肩衝である。また今日では、縦長の茶入を全て肩衝と呼ぶ場合すらある。初花・楢柴肩衝・新田肩衝を天下三肩衝と呼ぶ。
他にも多くの種類があり、さらに名物にちなんだ細かな分類（名物手）もなされる。

## 歴史

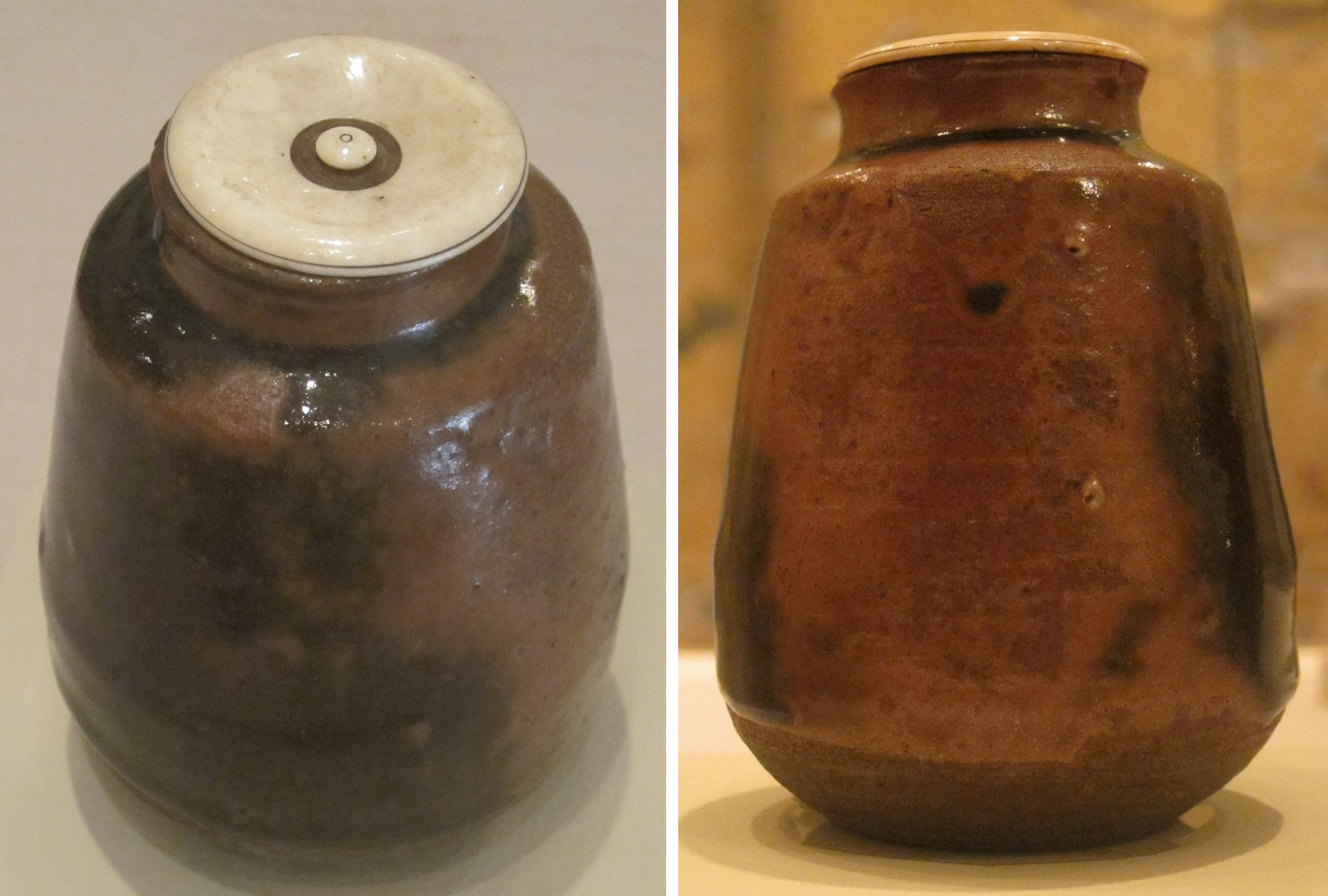
肩衝茶入(ホノルル美術館所蔵)

中世の日本で施釉陶器の生産が遅れていたことから、中国から油壺（諸説あり）などとしてもたらされた施釉の小壺なども大切にされていた。室町時代には抹茶を入れる容器として価値を高め、室礼の様式化に伴って優品が選ばれるようになると（『君台観左右帳記』を参照）、特に優れた物には銘が与えられて「名物」となった。また対となる陶器製の蓋は最初から製作されていなかったようであり、現在見るような象牙の蓋は日本人が付けたと考えられている。
特に桃山時代にはその優劣を見極める技術（「目利」）は数寄者（茶人）の必須技能となり、「名物」を見るために多大な労力を払うようになった。さらに小間の茶が追求される中で（わび茶参照）、書院に適した格式の高い茄子よりも、肩衝が重要視されるようになった。

### 窯分け
和物茶入、特に瀬戸茶入について話すときに避けて通ることができないのが「窯分け」である。「窯分け」とは和物茶入の分類法で、形や釉薬の調子を参考にグループ分けをしたものである。
1811年出雲松江藩主で茶人の松平不昧（1751〜1818）が『瀬戸陶器濫觴』で提唱した。不昧によれば、和物茶入は瀬戸茶入を中心として次の8段階の歴史がある。
第1段階
瀬戸の伝説の名工、加藤四郎左衛門景正（かとうしろうざえもんかげまさ）（藤四郎とも春慶ともいう）が中国に渡る以前の茶入（ただしこれは実例がない）。

第2段階　古瀬戸（こせと）
景正が1227年に中国から帰国して制作した時代。

第3段階　春慶（しゅんけい）
景正の晩年に当たる。

第4段階　真中古（まちゅうこ）
2代目景正の時代。

第5段階　金華山窯（きんかざんがま）
3代目景正の時代。

第6段階　破風窯（はふがま）
4代目景正の時代。

第7段階　後窯（のちがま）
千利休（1522〜1591）や古田織部（1543〜1615）の時代となる。後半には小堀遠州が登場する。

第8段階　国焼（くにやき）
瀬戸以外の窯で焼かれた茶入が登場する。ほぼ小堀遠州（1579〜1647）の時代となる。